# Шірай Кайу
Шірай Кайу (яп. 白井 カイウ) — псевдонім японського манґаки та письменника, справжнє ім'я та дата народження якого невідомі. Він найбільш відомий як автор манґи The Promised Neverland.

## Раннє життя
У молодому віці Шірай Кайу грав у театрі кабукі, а після закінчення університету отримав роботу в звичайній компанії, але пізніше звільнився. Прагнучи стати професійним манґакою, він почав надсилати рукописи до редакцій та журналів.

## Кар'єра
21 червня 2015 року Шірай Кайу опублікував свою першу професійну роботу — ван-шот The Location of Ashley-Gate в інтернет-журналі Shonen Jump+ видавництва Shueisha, ілюструванням займався Маруяма Кьосуке. У тому ж журналі він опублікував свою другу роботу — ван-шот Poppy's Wish у співпраці з художницею Демідзу Посукою 18 лютого 2016 року.
Після цього Шірай почав писати манґу на основі чернеток, написаних ним ще будучи любителем. Ця робота, The Promised Neverland (ілюстрована Демідзу Посукою), почала публікуватися в 35-му випуску Weekly Shonen Jump 1 серпня 2016 року та закінчилася у 28-му випуску журналу 15 червня 2020 року. У співпраці з Демідзу Шірай опублікував ще два ван-шоти у 2020 та 2021 роках. Перший, Spirit Photographer Saburo Kono, був опублікований 2020 року в об'єднаному виданні 36—37 Weekly Shōnen Jump; другий, DC3, опублікували в тому ж журналі в 35-му номері 2021 року. 3 вересня 2021 року вийшла манґа-антологія Kaiu Shirai x Posuka Demizu: Beyond The Promised Neverland, що містила роботи, написані Шіраєм у співпраці Демідзу Посукою.
З 28 квітня по 4 червня 2021 року в Chanel Nexus Hall Ginza (Чюо, Токіо) відбулася спільна виставка під назвою Miroirs manga meets Chanel, організована Шіраєм, Демідзу та Chanel. На створення манґи Miroirs дует надихнув бренд Chanel. На цій виставці сцени з Miroirs представлені поряд із дорогоцінними прикрасами Chanel. Манґу опублікувала Shueisha 30 квітня 2021 року. У 2022 році Шірай став суддею на сьомому конкурсі Stokin Pro Garyokin 2022 від Shonen Jump+, метою якого було виявлення нових талановитих манґак.
6 січня 2024 року Шірай Кайу разом з ілюстратором Хамадою Шікі випустили ван-шот Kubigeshō в об'єднаному випуску 6—7 журналу Weekly Shōnen Jump. Того ж року 9 грудня автор разом з ілюстратором Амано Йоїчі створили ван-шот Apple, що вийшов у другому випуску журналу за 2025 рік.

## Вплив
За словами Шірая Кайу, на нього вплинули манґаки Тедзука Осаму, Урасава Наокі, Тоґаші Йошіхіро та Ода Еїчіро; а також режисери Куросава Акіра, Мітані Кокі, Кобаяші Кентаро та Міядзакі Хаяо. Також джерелом впливу на його роботи був актор кабукі Кандзабуро Накамура XVIII.

## Роботи

### Манґа
- The Promised Neverland (яп. 約束のネバーランド, Якусоку но Неба:рандо) (ілюстрована Демідзу Посукою, виходила в журналі Weekly Shonen Jump, 2016—2020)[6][7].
- Miroirs (ілюстрована Демідзу Посукою, 2021)[11].

### Ван-шоти
- The Location of Ashley-Gate (ілюстрований Маруямою Кьосуке, Shōnen Jump+, 2015)[4].
- Kaiu Shirai x Posuka Demizu: Beyond The Promised Neverland (яп. 白井カイウ×出水ぽすか短編集, Шірай Кайу × Демідзу Посука Танхеншю) (2021) — збірка ван-шотів авторства Шірая та Демідзу, опублікована Shueisha[10].
  - Poppy's Wish (ілюстрований Демідзу Посукою, Shōnen Jump+, 2016)[10].
  - Spirit Photographer Saburo Kono (ілюстрований Демідзу Посукою, Weekly Shōnen Jump, видання 36—37, 2020)[10].
  - Dreams Come True (ілюстрований Демідзу Посукою)[10].
  - We Were Born (ілюстрований Демідзу Посукою, Weekly Shōnen Jump, видання 5—6, 2021)[10].
  - DC3 (ілюстрований Демідзу Посукою, Weekly Shōnen Jump, видання 35, 2021)[10].
- Kubigeshō (ілюстрований Хамадою Шікі, Weekly Shōnen Jump, видання 6—7, 2024)[13].
- APPLE (ілюстрований Амано Йоїчі, Weekly Shōnen Jump, видання 2, 2025)[14].

## Нагороди та номінації
| Рік  | Премія                               | Категорія                                               | Номінант               | Результат   | Прим.         |
| ---- | ------------------------------------ | ------------------------------------------------------- | ---------------------- | ----------- | ------------- |
| 2016 | Mandō Kobayashi Manga Award          | Премія за новий випуск                                  | The Promised Neverland | Перемога    | [ 16 ]        |
| 2017 | Mandō Kobayashi Manga Award          | Гран-прі манґи                                          | The Promised Neverland | Перемога    | [ 17 ]        |
| 2017 | Tsutaya Comic Award                  | Новий прорив                                            | The Promised Neverland | Перемога    | [ 18 ]        |
| 2017 | Manga Shimbun Taishō                 | Гран-прі                                                | The Promised Neverland | Перемога    | [ 19 ]        |
| 2017 | Манґа тайшьо                         | Манґа тайшьо                                            | The Promised Neverland | Номінація   | [ 20 ] [ 21 ] |
| 2017 | Next Manga Award                     | Друкована манґа                                         | The Promised Neverland | Друге місце | [ 22 ]        |
| 2018 | Премія манґи Shogakukan              | Найкраща шьонен-манґа                                   | The Promised Neverland | Перемога    | [ 23 ] [ 24 ] |
| 2018 | Культурна премія імені Тедзуки Осаму | Культурна премія                                        | The Promised Neverland | Номінація   | [ 25 ]        |
| 2018 | Манґа тайшьо                         | Манґа тайшьо                                            | The Promised Neverland | Номінація   | [ 26 ]        |
| 2018 | Salón del Manga de Barcelona         | Найкраща шьонен-манґа                                   | The Promised Neverland | Номінація   | [ 27 ]        |
| 2018 | Tsutaya Comic Award                  | Найкраща за весь час                                    | The Promised Neverland | Третє місце | [ 28 ]        |
| 2018 | Google Play Awards                   | Премія за видатні досягнення (голосування користувачів) | The Promised Neverland | Перемога    | [ 29 ]        |
| 2018 | Ridibooks Comic Award                | Премія за нову трендову манґу                           | The Promised Neverland | Перемога    | [ 30 ] [ 31 ] |
| 2019 | French Babelio Readers' Awards       | Найкраща манґа                                          | The Promised Neverland | Перемога    | [ 32 ]        |
| 2019 | Mangawa Awards                       | Найкраща шьонен-манґа                                   | The Promised Neverland | Перемога    | [ 33 ] [ 34 ] |
| 2019 | French Manga Prix                    | Найкраща манґа                                          | The Promised Neverland | Перемога    | [ 35 ]        |
| 2019 | Культурна премія імені Тедзуки Осаму | Культурна премія                                        | The Promised Neverland | Номінація   | [ 36 ]        |
| 2019 | French Konishi Prize                 | Найкраща перекладена манґа                              | The Promised Neverland | Номінація   | [ 37 ]        |
| 2019 | Geeks d'Ouro                         | Найкраща манґа                                          | The Promised Neverland | Номінація   | [ 38 ]        |
| 2019 | Ridibooks Comic Award                | Великий приз                                            | The Promised Neverland | Перемога    | [ 39 ]        |
| 2019 | Piccoma Award                        | Приз Luna                                               | The Promised Neverland | Перемога    | [ 40 ] [ 41 ] |
| 2019 | Japan Expo Awards                    | Премія «Дарума» за найкращу нову манґу                  | The Promised Neverland | Перемога    | [ 42 ]        |
| 2019 | Japan Expo Awards                    | Премія «Дарума» за найкращий сценарій                   | The Promised Neverland | Перемога    | [ 42 ]        |
| 2019 | Saló del Manga de Barcelona          | Найкраща шьонен-манґа                                   | The Promised Neverland | Перемога    | [ 43 ] [ 44 ] |
| 2020 | Lucca Comics & Games                 | Премія Amazon Comics                                    | The Promised Neverland | Перемога    | [ 45 ] [ 46 ] |
| 2020 | French «Les Mordus du Manga» Awards  | Великий приз                                            | The Promised Neverland | Перемога    | [ 47 ]        |
| 2020 | Anime Click Award                    | Найкраща нова манґа                                     | The Promised Neverland | Перемога    | [ 48 ] [ 49 ] |
| 2020 | Anime Click Award                    | Найрозшукуваніша манґа                                  | The Promised Neverland | Перемога    | [ 48 ] [ 49 ] |
| 2020 | Sense of Gender Awards               | Великий приз                                            | The Promised Neverland | Перемога    | [ 50 ]        |
| 2020 | Saito Takao Award                    | Великий приз                                            | The Promised Neverland | Номінація   | [ 51 ]        |
| 2021 | Geeks d'Ouro                         | Найкраща перекладена манґа                              | The Promised Neverland | Номінація   | [ 52 ]        |
| 2021 | Культурна премія імені Тедзуки Осаму | Культурна премія                                        | The Promised Neverland | Номінація   | [ 53 ]        |
| 2021 | Премія «Сейун»                       | Найкращий комікс                                        | The Promised Neverland | Номінація   | [ 54 ]        |